# Ji Liping
Ji Liping (Shanghai, 9 december 1988) is een Chinese zwemster. Ze vertegenwoordigde haar vaderland op de Olympische Zomerspelen 2012 in Londen.

## Carrière
Bij haar internationale debuut, op de wereldkampioenschappen kortebaanzwemmen 2006 in Shanghai, eindigde Ji als zesde op de 100 meter schoolslag en als achtste op de 50 meter schoolslag. Op de Aziatische Spelen 2006 in Doha veroverde de Chinese de gouden medaille op de 50 meter schoolslag en de zilveren medaille op de 100 meter schoolslag.
In Melbourne nam Ji deel aan de wereldkampioenschappen zwemmen 2007, op dit toernooi werd ze uitgeschakeld in de halve finales van de 50 meter schoolslag en in de series van de 100 meter schoolslag.

### 2010-heden
Tijdens de Aziatische Spelen 2010 in Kanton sleepte de Chinese de gouden medaille op de 100 meter schoolslag en de bronzen medaille op de 200 meter schoolslag in de wacht. Op de wereldkampioenschappen kortebaanzwemmen 2010 in Dubai legde Ji, op de 100 meter schoolslag, beslag op de bronzen medaille, daarnaast eindigde ze als zesde op de 200 meter schoolslag.
In Shanghai nam de Chinese deel aan de wereldkampioenschappen zwemmen 2011. Op dit toernooi veroverde ze de bronzen medaille op de 100 meter schoolslag, op de 200 meter schoolslag strandde ze in de series. Samen met Zhao Jing, Lu Ying en Tang Yi sleepte ze de zilveren medaille in de wacht op de 4x100 meter wisselslag.
Tijdens de Olympische Zomerspelen van 2012 in Londen werd Ji uitgeschakeld in de halve finales van de 200 meters schoolslag, op de 4x100 meter wisselslag eindigde ze samen met Zhao Jing, Lu Ying en Tang Yi op de vijfde plaats. Op de wereldkampioenschappen kortebaanzwemmen 2012 in Istanboel strandde de Chinese in de halve finales van zowel de 50 als de 100 meter schoolslag, op de 200 meter schoolslag werd ze uitgeschakeld in de series.

## Internationale toernooien
| Jaar | Olympische Spelen                        | WK langebaan                                              | WK kortebaan                                               | PanPacs       | Aziatische Spelen                 |
| ---- | ---------------------------------------- | --------------------------------------------------------- | ---------------------------------------------------------- | ------------- | --------------------------------- |
| 2006 |                                          |                                                           | 8e 50m schoolslag 6e 100m schoolslag                       | geen deelname | 50m schoolslag · 100m schoolslag  |
| 2007 |                                          | 9e 50m schoolslag 27e 100m schoolslag                     |                                                            |               |                                   |
| 2008 | geen deelname                            |                                                           | geen deelname                                              |               |                                   |
| 2009 |                                          | geen deelname                                             |                                                            |               |                                   |
| 2010 |                                          |                                                           | 100m schoolslag · 6e 200m schoolslag                       | geen deelname | 100m schoolslag · 200m schoolslag |
| 2011 |                                          | 100m schoolslag · 17e 200m schoolslag · 4x100m wisselslag |                                                            |               |                                   |
| 2012 | 13e 200m schoolslag 5e 4x100m wisselslag |                                                           | 14e 50m schoolslag 14e 100m schoolslag 22e 200m schoolslag |               |                                   |

## Persoonlijke records
Bijgewerkt tot en met 12 december 2012
Kortebaan
| Afstand         | Tijd    | Datum            | Plaats    |
| --------------- | ------- | ---------------- | --------- |
| 050m schoolslag | 30,88   | 12 december 2012 | Istanboel |
| 100m schoolslag | 1.04,78 | 17 december 2010 | Dubai     |
| 200m schoolslag | 2.21,05 | 19 december 2010 | Dubai     |

Langebaan
| Afstand         | Tijd    | Datum            | Plaats    |
| --------------- | ------- | ---------------- | --------- |
| 050m schoolslag | 31,71   | 8 maart 2006     | Singapore |
| 100m schoolslag | 1.05,32 | 29 augustus 2009 | Peking    |
| 200m schoolslag | 2.25,40 | 17 november 2010 | Kanton    |